# Lötschberg-bastunneln

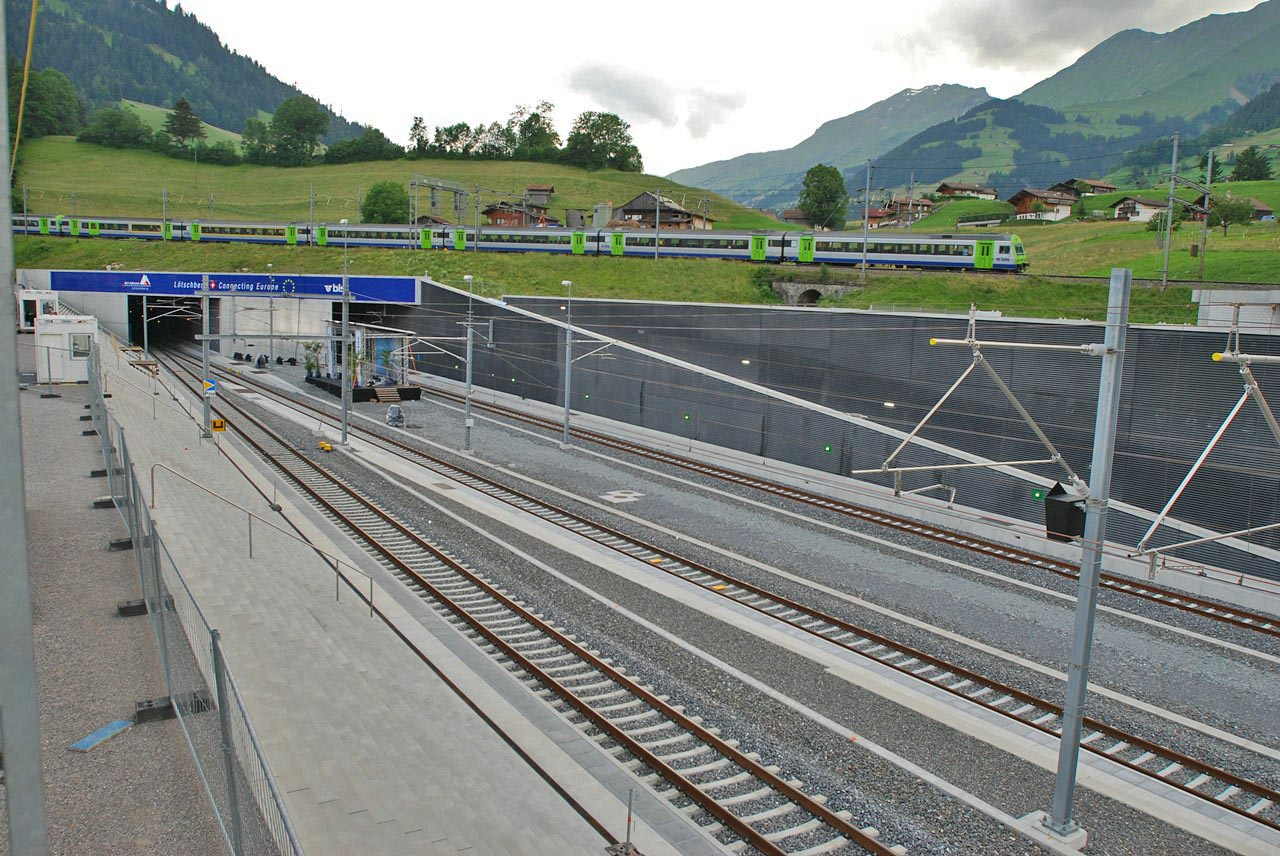
Lötschbergtunnelns norra ingång vid Frutigen

Lötschberg-bastunneln är en 34,6 kilometer lång järnvägstunnel genom Alperna i Schweiz.
Lötschbergtunneln invigdes den 15 juni 2007. Tunneln trafikeras av både passagerartåg och godståg (upp till 4 000 ton). Tunneln är belägen ungefär 400 meter under den gamla Lötschbergtunneln vilken togs i bruk 1913.

## Projektet
Tunnelbygget har gjorts för att lätta på trycket på de schweiziska vägarna, genom att ge möjlighet för lastbilar och trailers att lastas om på tåg i Tyskland, transporteras via järnväg genom Schweiz, och lossas i Italien. Tunneln kortar också restiden Tyskland-Italien för turister och andra resenärer med en tredjedel. Kostnaden för att bygga tunneln är motsvarande 25 miljarder svenska kronor. Tunneln är ännu inte slutligt färdigställd, i och med att cirka 21 km av det ena tunnelröret saknas.
Tunneln ingår tillsammans med Gotthard-bastunneln i AlpTransit-initiativet som går ut på att bygga en snabbare nord-sydlig järnvägsförbindelse genom de schweiziska alperna genom byggandet av bastunnlar flera hundra meter under nivån för de gamla tunnlarna.

## Konstruktion
Då Lötschbergtunneln är helt färdigställd ska den bestå av två rör med ett enkelspår i varje, med rören borrade sida vid sida från portal till portal, förbundna varje 300 meter med mindre tvärrör, så att den andra tunneln kan användas som nödutgång.

## Kapacitet
Idag kör 110 tåg (varav 30 passagerartåg) dagligen genom den nya bastunneln, och 66 genom den gamla tunneln ovanför. Samtliga tåg som är mer än 7 minuter försenade dirigeras upp till den gamla linjen.
Maxhastighet för tågen:
- Passagerartåg: 200 km/tim
- Lutande passagerartåg: 250 km/tim
- Godståg: 100 km/tim
- Kvalificerade godståg: 160 km/tim